# Офіціант

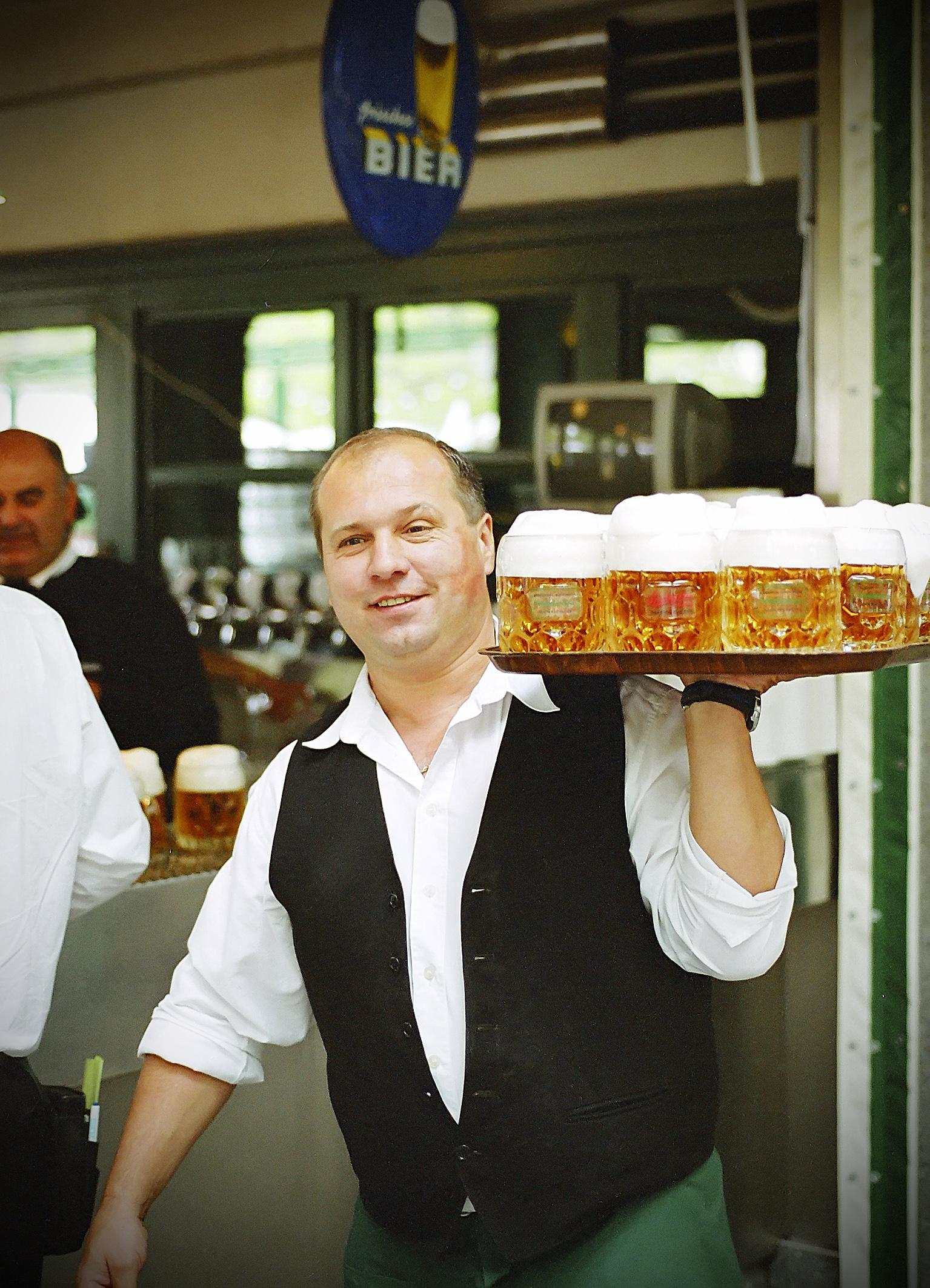
Офіціант

Офіціант, офіціянт, кельнер (лат. officians - службовець) - працівник ресторану, кафе, бару, їдальні, закусочної, підприємства харчування в туристичних комплексах, готелях і на транспорті, що подає страви відвідувачам. В обов'язки офіціанта входить сервування столу, зустріч відвідувачів, знайомство їх з меню, у разі потреби - поради у виборі страв, одержання замовлення, передача замовлень у гарячий і холодний цехи кухні, пробивання чеків на касовому апараті, доставка замовлення відвідувачу, розрахунок з ним, збір використаного посуду.

## Умови праці
Робота протікає в приміщенні, у спеціально обладнаних салонах-харчоблоках транспортних засобів чи на вулиці в період роботи літніх кафе. Робота пов'язана зі значними фізичними навантаженнями. Спілкування в праці інтенсивне, з великою кількістю людей - і відвідувачів, і працівників підприємства суспільного харчування. 
Домінуюча професійна спрямованість - на роботу з людьми. Професійний тип особистості - соціальний, артистичний і підприємницький.
Домінуючий інтерес - до роботи в сфері обслуговування, торгівлі, суспільного харчування, схильність до живої, різноманітної роботи. Супутній інтерес - до кулінарії, до традицій національної кухні, до етики й естетики, до психології, до іноземних мов.

## Необхідні якості
Офіціант повинен знати правила обслуговування відвідувачів і сервірування столу, асортимент і кулінарну характеристику страв і напоїв, ціни на них, правила роботи на контрольно-касових апаратах. У випадку роботи з іноземними відвідувачами необхідне знання іноземних мов у межах професійного розмовного мінімуму.
Для успішного виконання роботи офіціант повинний бути товариським, бездоганно ввічливим, легко вступати в контакти і розуміти особливості поводження людей. Необхідна стійка увага, розвита оперативна і довгострокова пам'ять, розвиті рахункові здібності, гарний розвиток органів почуттів (зору, нюху, тактильної чутливості). Потрібна фізична витривалість, швидкодія, ручна вправність з одночасним артистизмом.

## Медичні обмеження
Робота офіціанта протипоказана людям із захворюваннями ніг, опорно-рухового апарата, серцево-судинної системи, а також особам зі зниженням слуху і зору, із хронічними інфекційними захворюваннями.

## Споріднені професії
Бармен, буфетник, продавець продовольчих товарів, продавець-комерсант, продавець-касир, метрдотель, кухар.
Перспективи професійного росту - підвищення кваліфікації, адміністративний ріст (заняття посади метрдотеля), продовження освіти в середніх спеціальних і вищих навчальних закладах і одержання професії "менеджер підприємства торгівлі і суспільного харчування".
Професія офіціанта затребувана на ринку праці, особливо в період масового відпочинку.